# Karl von Zois
Karl von Zois zu Laibach (Liubliana, 18 de noviembre de 1756 - Trieste, 29 de noviembre de 1799) fue un aficionado botánico carniolano y recolector de plantas. Von Zois fue descrito como un "caballero del país".

## Biografía
La familia Zois era de origen lombardo; el padre de Karl fue Miguel Ángel Zois (1694-1777), un comerciante que se casó con una mujer de la nobleza Carniolana, y fue ennoblecido en 1739. La familia se ubica en Liubliana ( alemán:Laibach ). Su hermano fue el naturalista y mecenas de las artes Sigmund Zois.

### Honores

#### Eponimia
Conocido hoy como el homónimo del género Zoysia, que fue nombrado por Carl Ludwig Willdenow en 1801. La especie Campanula zoysii también se nombra en su honor.
- La abreviatura «Zois» se emplea para indicar a Karl von Zois como autoridad en la descripción y clasificación científica de los vegetales.[4]